# 索末菲恒等式
索末菲恒等式 是由阿诺德索末菲提出的一个数学恒等式，该恒等式用于波传播理论中， 
{\displaystyle {\frac {e^{ikR}}{R}}=\int \limits _{0}^{\infty }I_{0}(\lambda r)e^{-\mu \left|z\right|}{\frac {\lambda d\lambda }{\mu }}}
其中
{\displaystyle \mu ={\sqrt {\lambda ^{2}-k^{2}}}}
取正实数部分，以确保积分收敛和 {\displaystyle z\rightarrow \pm \infty }
{\displaystyle R^{2}=r^{2}+z^{2}}。
{\displaystyle R}  表示到原点的距离，同时 {\displaystyle r}是{\displaystyle (r,\phi ,z)} 柱坐标系统中到圆柱中心轴的距离。 这里贝塞尔函数的符号遵循德国惯例，与索末菲使用的原始符号一致。{\displaystyle I_{0}(z)}第一类零阶贝塞尔函数，在英文文献中通常标记为{\displaystyle I_{0}(z)=J_{0}(iz)} 。
。
索末菲恒等式可以更容易地看作是球面波特别是圆柱对称波的扩展，
{\displaystyle {\frac {e^{ik_{0}r}}{r}}=i\int \limits _{0}^{\infty }{dk_{\rho }{\frac {k_{\rho }}{k_{z}}}J_{0}(k_{\rho }\rho )e^{ik_{z}\left|z\right|}}}
其中
{\displaystyle k_{z}=(k_{0}^{2}-k_{\rho }^{2})^{1/2}}
. 这里使用的符号不同于上面： 这里的{\displaystyle r} 是圆柱坐标系中的径向距离。 其物理解释是球面波可以扩展成为{\displaystyle \rho }方向上柱面波的总和，乘以 {\displaystyle z} 方向上双面平面波，参见 Jacobi-Anger expansion。 必须对所有波数 {\displaystyle k_{\rho }}求和。
索末菲恒等式与柱对称的二维 傅里叶变换密切相关，即汉克尔变换。 它是通过改变沿面坐标({\displaystyle x},{\displaystyle y}, 或 {\displaystyle \rho }, {\displaystyle \phi })的球面波，但不改变沿高度坐标{\displaystyle z}得到的。